# Skateboarding
Skateboarding (u nas poznat i kao skejtanje) naziv je za ekstremni šport u kojem osoba (skater) stoji na posebnoj dasci s kotačima na dvije osovine (skateboardu ili skateu) te pritom izvodi razne trikove. Sam naziv dolazi od dvije engleske riječi: skate, što znači 'klizati' te board, što znači 'daska'.
Razvio se 1970-ih godina u SAD-u, a zamah je doživio sredinom osamdesetih, nakon povećanja dužine i raspona daske, a samim time i kotača. Dominantna su dva stila: street, ulični skateboarding pri čemu se za trikove koristi bilo što po čemu se daska može voziti te vert (od vertical = 'okomito'), stil koji je tipičan za razna natjecanja i koji obilježavaju veći skokovi i veća visina izvođenja trikova, obično u posebno izrađenim polucijevima (half pipe).
Osim što je ekstremni šport, skateboarding može biti i rekreacija te svojevrstan način umjetničkog izražavanja. Tradicionalno se povezuje s drugim urbanim subkulturama, kao što su BMX biciklizam, grafiti, punk (postoji i cijeli glazbeni pravac nazvan skate punk), grunge, hip hop itd. Također, daska može služiti i kao prijevozno sredstvo.
Skateboarding je česta tema filmova i videoigara. Neka od najpoznatijih imena su Rodney Mullen, Tony Hawk, Stacy Peralta, Steve Caballero, Bob Burnquist i drugi. Shaun White, dvostruki olimpijski pobjednik u daskanju na snijegu, bio je prvak u skateboardingu na X Games, igrama ekstremnih športova.

## Razvoj
Skateboarding je nastao 1940-ih i 1950-ih u Kaliforniji i isprva se zvao „ulično surfanje”, pošto su surferi tražili aktivnost kojom bi se zabavili dok nema velikih valova. Prvi su skateovi bile obične daske s pričvršćenim kotačima koturaljki. Nakon što je nova zanimacija postala popularna, neke su tvrtke počele s proizvodnjom dasaka, obično napravljenih od nekoliko slojeva slijepljenih drvenih ploča, koje su na oba kraja bile lagano podignute. Ti se prvi skateovi, osim po dimenzijama, nisu previše razlikovali od današnjih. Stav na skateu (stance) bio je sličan stavu na dasci za surfanje, jer su prvi skateri bili surferi.
Popularnost je stalno rasla te 1965. godine nova aktivnost dobiva i svoj časopis, Skateboarder Magazine, koji redovito izlazi od 1970-ih, kada skateboarding poprima obrise onoga što je danas. Tih je godina razvijen skate s kotačima od poliuretana, koji su trajnošću i upravljivošću daleko nadmašivali prijašnje kotače napravljene od čelika ili plastike. To je donekle smanjilo i troškove proizvodnje, a uvelike je povećalo pristupačnost skejta svakome. Pažnja se počela posvećivati i dizajnu daske, tako da su oslikani skejtovi često bili prava umjetnička djela. Osovine kotača (kod skatera poznate kao "mostovi") postale su kvalitetnije i "mekše", čime je daska bila upravljivija te su se stvorili preduvjeti za razvitak složenijih trikova.
Godine 1976. suša u Kaliforniji ispraznila je brojne bazene, po kojima su zatim skateri počeli voziti, što se uzima za početak stila vert. Godine 1978. skater Alan Gelfand izumio je trik kojim je na određeni način revolucionirao skateboarding. Pritiskom stražnje noge na rep skatea i istovremenim povlačenjem prednje noge po dasci postiže se skok - ollie, koji je osnova za sve daljnje trikove. Počeli su se pojavljivati skate parkovi koji su sadržavali sve popularne objekte za skateboarding, kao što su ovalni bazeni, polucijevi, duge cijevi za grind i sl. Sa sve većim visinama koje su skateri postizali pojavilo se pitanje sigurnosti, što je dovelo do toga da su se (posebno u vertu) počele koristiti kacige te štitnici za laktove i koljena. Unatoč tome, ozljede su do danas ostale jedno od obilježja skateboardinga: Tony Hawk, jedan od najpoznatijih skatera, slomio je lakat te imao mnogo ogrebotina, iščašenja i uganuća. Sigurnost je bila glavni razlog zatvaranja većeg broja skate parkova krajem 1970-ih, jer su vlasnici bili prisiljeni plaćati velike troškove osiguranja.
U osamdesetima je skateboarding postao dijelom popularne kulture i značajno je utjecao na glazbu, modu i druge aspekte življenja. S pojavom video kamera pojavili su se i video spotovi o skateboardingu, i danas najpopularniji način pokazivanja vještina pojedinih skatera. Nekolicina vrhunskih vozača (Caballero, Hawk, Mullen i drugi) prešla je u profesionalce te im je skateboarding postao glavni izvor prihoda. Premda je skateboarding krajem 1980-ih izgubio na popularnosti, s pojavom X Gamesa 1995. ponovo je dospio u žižu javnosti. U novom je mileniju skateboarding postao izuzetno popularna aktivnost, prisutna u filmovima, videoigrama i općenito u popularnoj kulturi.

## Trikovi
S pojavom skate parkova i kvalitetnijih skateova, skateri su stvorili brojne trikove koji se dijele u nekoliko osnovnih kategorija. Većina trikova započinje osnovnim skokom (ollie).
|  |  |  |  |

### Okreti (Flip)
Okretni trikovi su oni trikovi koje skater izvodi okrećući dasku u zraku nogom. Daska se može okrenuti prednjom ili stražnjom nogom. Osnovni su trikovi kickflip, heelflip i pop shove-it.

### Hvatanja (Grab)
Hvatački (grab) trikovi uglavnom zahtijevaju veću visinu pa se pretežno izvode na polucijevi, na način da sakteru zraku rukom hvata skate. Najpoznatiji su indy grab, airwalk, madonna, benihana, tail grab itd.

### Grind
Grind (eng. za "mljevenje") trikovi izvode se pri kontaktu jedne ili obje osovine ("mosta") skatea s rubom zida ili ogradom. Pri izvođenju ovih trikova izuzetno je važan osjećaj za ravnotežu. Poznati su 50-50, 5-0, nosegrind, crooked grind itd.
|  |  |  |  |

### Klizanja (Slide)
Klizački trikovi slični su grind trikovima, samo što umjesto osovina, kontakt s podlogom ima daska ili kotači (na kojima se u tom slučaju klizi, a ne vozi). Kao i kod grinda, osjećaj za ravnotežu presudan je za izvođenje ovih trikova. Poznati trikovi su tailslide (klizanje na "repu" daske), noseslide (klizanje na "nosu" daske), frontside lipslide i drugi.

### Zračni (Aerial)
Zračni trikovi izvode se većinom na vert natjecanjima i često uključuju veliku pogibelj. Obično se sastoje od kombinacije rotacije i hvatačkih trikova. Poznati zračni trik, koji izvodi Tony Hawk, naziva se "900", zbog toga što se sakter dva i pol puta okrene oko svoje osi, odnosno izvede okret od 900 stupnjeva.

### Rubni (Lip)
Lip trikovi izvode se na rubu bazena ili polucijevi na način da se sredina daske na trenutak zadrži na rubu.

### Slobodni način (Freestyle)
Freestyle ili slobodni način je zajednički naziv za brojne trikove koji se izvode na ravnoj površini. Često ti trikovi mogu biti dio koreografije na određenu glazbu. Poznati slobodni trikovi su manual (trik u kojem se skate vozi na jednom ili dva kotača), handstand (stoj na rukama na dasci) itd. Autor najvećeg broja slobodnih trikova je Rodney Mullen.

## Stav
Stav (eng. stance) označava položaj skatera na dasci. Može biti prirodni (regular), kod kojeg je lijeva noga naprijed, a desna natrag, te "naopaki" (goofy, doslovce 'šašavi'), kod kojeg je desna noga naprijed, a lijeva natrag. Ovo važi i za ostale športove na dasci, kao što su daskanje na snijegu te surfanje. Većina skatera vozi prirodnim, a oko četvrtine naopakim stavom. Ako skater jednako vješto barata s oba stava, to se naziva switch-foot. Trik koji vozač izvodi dok je u "slabijem" stavu također se naziva switch. S druge strane, fakie (od eng. fake = 'lažno') označava izvođenje trikova dok se vozač u prirodnom stavu kreće unatrag. Tako je trik nollie zapravo ollie izveden pritiskom na prednji umjesto na stražnji dio skatea, čime se postiže skok unatrag.
Položaj torza vozača također ima svoje nazivlje: frontside (eng. front = 'prednji') označava da je gornji dio tijela okrenut prema smjeru kretanja, dok backside (eng. back = 'stražnji') znači da je vozač leđima okrenut smjeru kretanja.

## Daska (Skate)
Skateboard ili skate sastavljen je od triju dijelova:
1. Daska - obično je napravljena od šperploče, odnosno 7 do 9 slojeva drva slijepljenih zajedno te ima blago uzdignut nos i rep. Sjevernoamerički proizvođači kao materijal najčešće koriste javor, no česte su i daske od stakloplastike, bambusa, smole, kevlara, karbonskih vlakana, aluminija te plastike. Na gornju stranu daske lijepi se brusni papir, s ciljem povećanja trenja između tenisica i daske, čime se olakšava i pospješuje upravljanje skejtom. Brusni je papir obično crn, no pojavljuje se i u drugim bojama, u zavisnosti od dizajna skejta.[10]
2. Mostovi (osovine) (eng. trucks) - pričvršćuju se na dasku i povezuju je s kotačima. Najčešće su izgrađeni od aluminijske slitine kako ne bi bili preteški. Most se sastoji od dva dijela: baze (pričvršćene vijcima za dasku) i nosača kroz kojeg prolazi osovina. Između njih nalaze se umetci od (najčešće) gume, koji služe za lakše okretanje skatea. Mijenjanjem tvrdoće umetaka postiže se lakše, odnosno teže skretanje skatea, a pravu mjeru svaki vozač treba odrediti sam.
3. Kotači - najčešće su napravljeni od poluretana i dolaze u različitim bojama i veličinama u zavisnosti o stilu. Veći kotači (54–85 mm) brže se okreću te lakše prelaze preko neravnina. S druge strane, manji kotači drže dasku bliže tlu i traže manje snage za ubrzanje, ali je zato skate s takvim kotačima sporiji. Također se kotači dijele prema tvrdoći. Raspon je od veoma mekih (indeks 75 na "Shore A" ljestvici) do veoma tvrdih (101 na "Shore A" ljestvici). Uobičajeno, ulični vozači koriste manje i tvrđe kotače, pošto se s njima lakše izvode okretni trikovi (lakše se okreće skate). Vert vozači koriste srednje velike kotače (55-65 mm) kako bi postigli veću brzinu potrebnu za izvođenje viših skokova. Najveće i najmekše kotače koriste vozači u disciplinama slalom i spust, jer se tu postižu najveće brzine, a kotači moraju dobro prianjati površini zbog potrebe za naglim promjenama smjera.

## Odjeća, obuća i dodatci
Premda ne postoji službeni kodeks odijevanja skatera, dosta se odjevnih predmeta može okarakterizirati tipično „skaterskim”. To su u prvom redu preširoke (baggie) hlače ili isprane traperice, košarkaški dresovi, majice dugih rukava s kapuljačom, majice kratkih rukava s natpisom koje se nose preko majice dugih rukava, kape "šilterice" s logom proizvođača skejta te platnene tenisice s debelim i ravnim đonom. Također se nose i debele "karirane" košulje po kojima su početkom 1990-ih bili prepoznatljivi pripadnici pokreta grunge (Shaun White je nosio takvu košulju prilikom osvajanja zlatnog odličja u snowboardu na Zimskim olimpijskim igrama 2010. u Vancouveru). Takva je odjeća popularna kod mladih, čak i ako nisu izravno vezani uz skateboarding, a brojni proizvođači odjeće specijalizirali su se za ovu modu. Profesionalni vozači kod verta i skate spusta nose i kacige, štitnike za laktove i koljena te često i rukavice.
Nezaobilazan dio imidža velikog broja skatera su i tetovaže.

## Utjecaj na kulturu
Isprva je skateboarding bio vezan uz surfersku kulturu, no kako se širio diljem SAD-a u područja gdje surfanje nije bilo poznato, razvio je vlastitu sliku. Primjerice, kratki film Video Days iz 1991. prikazuje skatere kao smione pobunjenike. Ta se slika donekle promijenila posljednjih godina, popularizacijom skatea. No i dalje postoji određeni otpor prema skaterima u javnosti, tako da se brojni gradovi protive izgradnji skate parkova, u strahu da bi takav park mogao pridonijeti porastu kriminala i zlouporabe opojnih droga u tom području. Nadalje, kako se sve više profesionalnih saktera koristi hip-hopom, reggaeom ili hard rockom u svojim videima, a što privlači mlade koji slušaju te vrste glazbe, polako se gubi predodžba o skaterima kao pobunjenicima koji slušaju samo punk.
U Norveškoj je od 1978. do 1989. bilo zabranjeno posjedovati, voziti ili prodavati skateboard. Zakon je izglasan zbog potencijalne opasnosti od ozljede pri vožnji. Norveški su skateri u ovom razdoblju gradili rampe u šumama i zabačenim područjima kako bi izbjegli policiju.

### Filmovi
- 1989.: Gleaming the Cube
- 2001.: Freddy je popušio
- 2002.: Ken Park
- 2003.: Grind
- 2005.: Lords of Dogtown, Deck Dogz
- 2007.: Paranoid Park

### Videoigre
- 1986.: 720°
- 1987.: California Games, Skate or Die!
- 1997.: Top Skater
- 1999.: Tony Hawk's Pro Skater - iz ove je igre nastao cijeli serijal
- 2000.: Grind Session
- 2001.: Disney's Extremely Goofy Skateboarding
- 2002.: Evolution Skateboarding
- 2007.: Skate - također igra koja je dobila nekoliko nastavaka

## X Games
Od 1995. održavaju se natjecanja u skateboardingu na X Games, igrama ekstremnih športova. Slijedi popis pobjednika u disciplinama vert, street/park i Big Air:
| Godina | Vert              | Street/park                               | Big Air       |
| ------ | ----------------- | ----------------------------------------- | ------------- |
| 1995.  | Tony Hawk         | Chris Senn                                | -             |
| 1996.  | Andy Macdonald    | Rodil de Araujo Jr.                       | -             |
| 1997.  | Tony Hawk         | Chris Senn                                | -             |
| 1998.  | Andy MacDonald    | Rodil de Araujo Jr.                       | -             |
| 1999.  | Bucky Lasek       | Chris Senn                                | -             |
| 2000.  | Bucky Lasek       | Eric Koston                               | -             |
| 2001.  | Bob Burnquist     | Kerry Getz                                | -             |
| 2002.  | Pierre-Luc Gagnon | Rodil de Araujo Jr. (street i park)       | -             |
| 2003.  | Bucky Lasek       | Eric Coston (street) Ryan Sheckler (park) | -             |
| 2004.  | Bucky Lasek       | Paul Rodriguez                            | Danny Way     |
| 2005.  | Pierre-Luc Gagnon | Paul Rodriguez                            | Danny Way     |
| 2006.  | Sandro Dias       | Chris Cole                                | Danny Way     |
| 2007.  | Shaun White       | -                                         | Bob Burnquist |
| 2008.  | Pierre-Luc Gagnon | Ryan Sheckler                             | Bob Burnquist |
| 2009.  | Pierre-Luc Gagnon | -                                         | Jake Brown    |
| 2010.  | Pierre-Luc Gagnon | Ryan Sheckler                             | Jake Brown    |
| 2011.  | Shaun White       | Nyjah Huston                              | Bob Burnquist |
| 2012.  | Pierre-Luc Gagnon | Paul Rodriguez                            | Bob Burnquist |

## U Hrvatskoj
Lokalna vlast u Fažani početkom 2010. srušila je jedan zid kojim su se lokalni skateri koristili, na što su ovi organizirali prosvjede.
Športska udruga Atlantis iz Splita svake zime i ljeta je organizirala natjecanja, Winter, odnosno Summer Challenge. Skate natjecanjima u Splitu se sad bavi "Xstatic". U Rijeci na Krnjevu se u svibnju 2009. održalo otvoreno prvenstvo Hrvatske u skateboardingu, koje je privuklo gotovo tisuću posjetitelja. U Zagrebu se lokalni skateri okupljaju većinom ispred muzeja Mimara, na Jarunu, ispred zgrade INA-e, u Vukovarskoj te, do 2009., u improviziranom skate parku u Španskom, koji su gradske vlasti tada uklonile. Splitski se skateri okupljaju u Đardinu, 2005. je u domu mladeži "Klub Kocka" otvoren i dvoranski skate park. Osijek također ima svoj skate park, a u Dubrovniku i Puli postoji betonski skate park.

## Vanjske poveznice
|  | Zajednički poslužitelj ima još gradiva o temi Skateboarding |

- Skateboarder Magazine (engl.)
- Transworld Skateboarding (engl.)
- How2Skate  Arhivirana inačica izvorne stranice od 18. svibnja 2013. (Wayback Machine) - način izvođenja preko 200 skateboarding trikova (engl.)
- Leo Miletić: Skateboarding  Arhivirana inačica izvorne stranice od 25. ožujka 2010. (Wayback Machine)
- Adventure Sport: Skateboarding  Arhivirana inačica izvorne stranice od 4. ožujka 2010. (Wayback Machine)